# Story Editor
Story Editor, alternativ auch Script Editor, ist eine Tätigkeit in der Film- und Fernsehindustrie.
Bei Fernsehserien, an denen mehrere Autoren gleichzeitig arbeiten, benötigen der ausführende Produzent (englisch Executive Producer) und die Regisseure einen Überblick über die Handlungsabläufe. Die Aufgabe, die Episoden und die Handlungen zu koordinieren, übernimmt der Autorenredakteur (englisch Story Editor).
Im Fall von Spin-off-Serien von Filmen oder anderen Serien (zum Beispiel Star Trek, Stargate) müssen die Story Editoren serien- bzw. filmübergreifend sicherstellen, dass sich Figuren, Orte und Handlungsstränge ergänzen und technische oder geografische Informationen oder Charakterdetails nicht von den bereits geschaffenen Fakten abweichen.
Die Aufgabe des Story Editors übernehmen meist bereits ausgebildete oder angehende Drehbuchautoren, die im Verlauf einer länger laufenden Serie selbst Autoren oder Koautoren werden können.
Die Story Editoren werden oft staffelweise eingesetzt. Das bedeutet, dass zu Beginn der nächsten Staffel (englisch Season) neue Personen die Funktion ausüben und dass die alten in der Hierarchie der Serie aufsteigen. Entweder werden diese zu leitenden Autorenberatern (englisch executive script consultants) oder gleich zu Autoren.
Im deutschsprachigen Raum findet dieser Beruf kaum Verwendung, da hier Filmproduktionen oft überschaubarer sind und nur ein bis zwei Autoren an einer Serie arbeiten. Dort wird bei Serien stattdessen oft einer der Hauptdarsteller als „Script Consultant“ geführt, da die Schauspieler selbst oft schon seit langer Zeit bei einer Serie beschäftigt sind und deshalb einen guten Überblick über vergangene Entwicklungen der Rollen haben. Beispiele hierfür sind Hendrik Duryn für Der Lehrer oder Erdoğan Atalay für Alarm für Cobra 11.